# 昭公 (燕)
昭公（しょうこう、生年不詳 - 紀元前574年）は、春秋時代の燕の君主。宣公の後を受けて燕国の君主となった。在位13年。